# Генрі Сільва
Генрі Сільва (англ. Henry Silva; 15 вересня 1928 — 14 вересня 2022) — американський актор.

## Біографія
Генрі Сільва народився 15 вересня 1928 року в Брукліні. Батько італієць, мати з Пуерто-Рико. Працював офіціантом, потім закінчив Акторську студію в Нью-Йорку. Першу роль у кіно зіграв у фільмі «Віва Сапата!» (1952). Грав переважно негативні ролі негідників, бандитів, кілерів та гангстерів. У 1970-х роках знімався в італійських спагеті-вестернах і кримінальних фільмах.
З 1966 по 1987 рік був одружений з Рут Граф, народилися двоє синів: Майкл і Скотт.

## Вибрана фільмографія
| Рік  |   | Українська назва                          | Оригінальна назва                          | Роль               |
| ---- | - | ----------------------------------------- | ------------------------------------------ | ------------------ |
| 1952 | ф | Віва Сапата!                              | Viva Zapata!                               | Генк Норріс        |
| 1957 | ф |                                           | The Tall T                                 | Чінк               |
| 1960 | ф | Одинадцять друзів Оушена                  | Ocean's Eleven                             | Роджер Корнеал     |
| 1962 | ф | Маньчжурський кандидат                    | The Manchurian Candidate                   | Чунджин            |
| 1967 | ф | Незрівнянний                              | Matchless                                  | Генк Норріс        |
| 1979 | ф | Спрага                                    | Thirst                                     | доктор Гаусс       |
| 1980 | ф | Вірус (фільм, 1980)                       | Virus                                      | генерал Гарленд    |
| 1981 | ф | Команда Шаркі                             | Sharky's Machine                           | Біллі Скор         |
| 1983 | ф | Поза законом                              | Le marginal                                | наркобарон Мікаччі |
| 1984 | ф | Перегони «Гарматне ядро» 2                | Cannonball Run II                          | Слім               |
| 1985 | ф | Кодекс мовчання                           | Code of Silence                            | Луїс Комачо        |
| 1986 | ф | Аллан Квотермейн та втрачене місто золота | Allan Quatermain and the Lost City of Gold | Егон               |
| 1987 | ф | Амазонки на Місяці                        | Amazon Women on the Moon                   | ведучий            |
| 1988 | ф | Над законом                               | Above the Law                              | Курт Зегон         |
| 1989 | ф | Навчені вбивати                           | Trained to Kill                            | Ейс Дюран          |
| 1989 | ф | Кі-Воїн                                   | Cyborg - Il guerriero d'acciaio            | Хаммер             |
| 1990 | ф | Дік Трейсі                                | Dick Tracy                                 | Скотт Ліндсі       |
| 1994 | ф | Одержимі вночі                            | Possessed by the Night                     | Скотт Ліндсі       |
| 1995 | ф | Пропала школа                             | Drifting School                            | генерал Стерн      |
| 1996 | ф | Час скажених псів                         | Mad Dog Time                               | Сліпі Джо Карлайл  |
| 1999 | ф | Пес-примара: Шлях самурая                 | Ghost Dog: The Way of the Samurai          | Рей Варго          |
| 2001 | ф | Одинадцять друзів Оушена                  | Ocean's Eleven                             | глядач боксу       |